# Turcoraphidia flavinervis
Turcoraphidia flavinervis är en halssländeart som först beskrevs av Navás 1927.  Turcoraphidia flavinervis ingår i släktet Turcoraphidia och familjen ormhalssländor. Inga underarter finns listade i Catalogue of Life.